# Dobra (gmina w okręgu Dymbowica)
Dobra – gmina w południowej Rumunii, administracyjnie należąca do okręgu Dymbowica.
W skład gminy wchodzi 2 miejscowości: Dobra i Mărcești. Według stanu na rok 2011 liczyła 3657 mieszkańców, zaś w roku 2021 jej liczebność wynosiła 3733 mieszkańców.